# Milan Galić
Milan Galić (in serbo Милан Галић?; Bosansko Grahovo, 8 marzo 1938 – Belgrado, 13 settembre 2014) è stato un calciatore jugoslavo con cittadinanza serba.

## Carriera
Debutta da professionista nel 1955 con il Proleter Zrenjanin, prima di trasferirsi al Partizan, dove rimarrà per nove stagioni, vincendo quattro campionati della RSF di Jugoslavia. Raggiunge anche la finale della Coppa dei Campioni 1965-1966, persa contro il Real Madrid.
Nel 1966 si trasferisce in Belgio, allo Standard Liegi, dove conquista due campionati belgi e una Coppa del Belgio.
Nel 1970, passa alla squadra francese dello Stade de Reims, dove dopo tre stagioni chiude la carriera.
Con la Nazionale jugoslava vanta 51 presenze e 37 reti, e la partecipazione ai Mondiali del 1962, agli Europei del 1960, dove conquistò il secondo posto alle spalle dell'Unione Sovietica, e di cui fu anche capocannoniere (segnando un gol nella semifinale, che è anche la prima rete in assoluto in una fase finale dell'Europeo, e un gol nella finale persa) insieme a François Heutte, Valentin Ivanov, Viktor Ponedelnik e Dražan Jerković.
Fu inoltre membro della spedizione jugoslava che vinse la medaglia d'oro alle Olimpiadi del 1960. Con 8 reti Galić fu il capocannoniere del torneo davanti al connazionale Kostić (l'anno appresso approdato al Lanerossi Vicenza), il danese e futuro bolognese Harald Nielsen, l'ungherese Flórián Albert, di lì a breve Pallone d'Oro, e i giovanissimi Rivera e Gérson.

## Palmarès

### Club
- Campionato jugoslavo: 4

Partizan: 1960-1961, 1961-1962, 1962-1963, 1964-1965
- Campionato belga: 2

Standard Liegi: 1968-1969, 1969-1970
- Coppa del Belgio: 1

Standard Liegi: 1966-1967

### Nazionale
- Oro olimpico: 1

Roma 1960

### Individuale
- Capocannoniere dei Giochi olimpici: 1

Roma 1960 (7 gol)